# Walter Eckhard
Moritz Karl Walter Eckhard (* 15. Oktober 1903 in Döbeln; † 15. September 1982 in Leisnig) war ein deutscher Maler und Grafiker. Seine künstlerische Bandbreite reichte von der Gebrauchsgrafik über die Werbegrafik bis zur Baugrafik. Daneben schuf er auch eine Reihe von Ölgemälden und Aquarellen.

## Werdegang
Eckhard absolvierte zwischen 1918 und 1922 eine vierjährige Lehre als Lithograf und Zeichner bei der Leipziger Großdruckerei F. A. Brockhaus, einschließlich des dortigen Besuchs der Meisterschule für das grafische Gewerbe. Im Anschluss daran folgte bis 1924 ein künstlerisches Studium an der Akademie für Buchgewerbe und Grafik in Leipzig. Ab 1925 betätigte sich Walter Eckhard als freiberuflicher Grafiker und Zeichner. In dieser Zeit arbeitete er für verschiedene Werbeateliers, Handwerksbetriebe, Verlage, Industriefirmen sowie für das Leipziger Messeamt.
Am 20. Dezember 1930 heiratete er in Thüringen Emmy Eckhard, geb. Petersen, mit der er bis zu seinem Tode verheiratet war. Die Ehe blieb kinderlos. Seine Ehefrau starb 1998 in Döbeln.
In der Zeit von August 1930 bis Februar 1939 lebte Walter Eckhard in Eindhoven (Niederlande) und arbeitete bei N. V. Philips’ Gloeilampenfabrieken im Reklameatelier der Radiofabriken als Grafiker. Er befasste sich dort in internationaler Arbeitssphäre mit den Bereichen Werbeanzeigen, Plakate, Textillustrationen und Werbeprospekte, wobei eine Reihe von Werbeplakaten für Philips-Radios sein spezielles Markenzeichen wurde.
Aufgrund seiner Qualifikation wurde Eckhard auch mit Sonderaufgaben betraut. Dazu gehörten u. a.:
- Gestaltung des Philips-Pavillons für die Weltausstellung in Paris 1932[3]
- Gestaltung des Philips-Pavillons für die Weltausstellung in Brüssel 1936
- künstlerische Vorbereitungen für die Jahrhundertfeier der Universitätsstadt Leiden
- künstlerische Gestaltung des Van Abbe-Museums in Eindhoven 1937

Innerhalb weniger Jahre gehörte Walter Eckhard zu den bekanntesten Grafikern Hollands. In dieser Zeit entstanden auch mehrere Ölgemälde, vorwiegend mit holländischen oder belgischen Motiven.
Im Jahr 1939 zog Walter Eckhard nach Frankfurt am Main, um dort für die Firma Mc-Cann-Werbeagentur als Layouter tätig zu werden.
Im April 1942 wurde er zum Wehrdienst einberufen und an die Ostfront befohlen. Nach dreijähriger Militärzeit sowie sechsmonatiger Kriegsgefangenschaft kehrte er im Oktober 1945 in sein bereits 1937 fertiggestelltes Landhaus nach Döbeln zurück.
Nach mehreren Jahren freiberuflicher Tätigkeit als Gebrauchsgrafiker mit einem Arbeitsspektrum von der Prospekterstellung über Bilderbücher, Etiketten und Firmenlogos bis hin zu Flaconentwürfen, entschloss sich Walter Eckhard 1954, seinen künstlerischen Schwerpunkt auf Baugrafiken zu verlegen, wo er vor allem durch Sgraffito-Arbeiten in Döbeln bekannt wurde. Daneben arbeitete er weiterhin als künstlerischer Berater von Museen. Nur sporadisch entstanden noch weitere Ölgemälde und Aquarelle.
Von 1949 bis 1956 war Walter Eckhard als Stadtverordneter in Döbeln auch politisch tätig. Er war Mitbegründer, langjähriger Vorsitzender der Ortsgruppe und Mitglied der Kreisleitung des Deutschen Kulturbundes in Döbeln sowie Mitglied im Verband bildender Künstler Deutschlands. Daneben war er für die Organisation und Durchführung von Kunstausstellungen verantwortlich, sowie Mitbegründer und Dozent an Malschulen in und um Döbeln. Für seine vielfältigen Aktivitäten erhielt er öffentliche Ehrungen, u. a. auch eine Ehrenrente des DDR-Ministerrates.

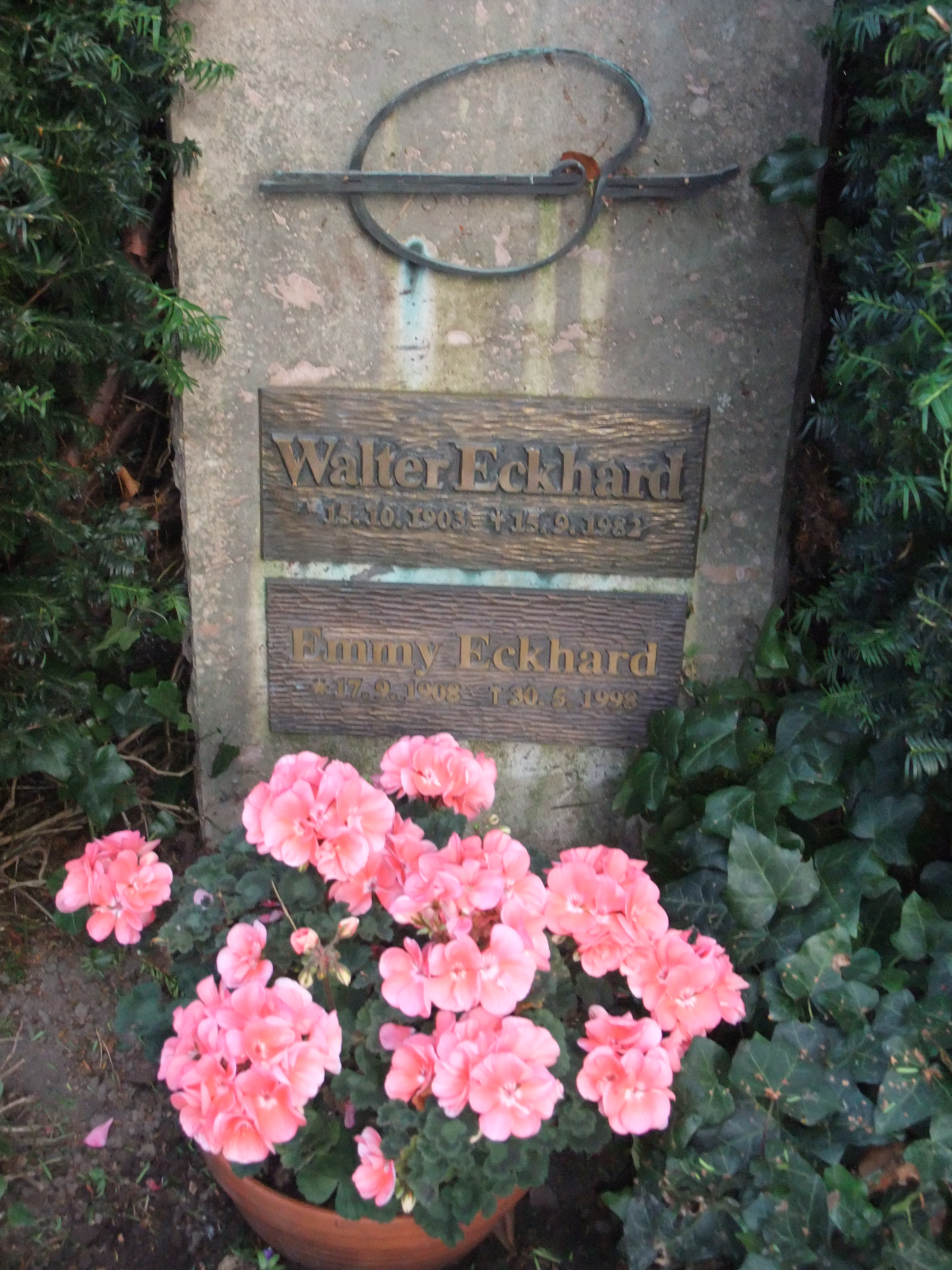
Grabstelle Walter Eckhard

Walter Eckhard starb 1982 im Krankenhaus in Leisnig. Seine Urne wurde auf dem Niederfriedhof in Döbeln bestattet.
Im Jahr 1990 wurde in Döbeln eine Straße nach Walter Eckhard benannt.

## Werke (Auswahl)
Ölgemälde und Aquarelle:
- Dorfstraße in Belgien
- Boote im Rheindelta
- Schiffe auf der Maas
- Landschaft bei Zaltbommel
- Wasserstraße in Mechelen (Rathaus Döbeln)
- Alte Bauernhäuser bei Heeze

Plakate:
- Weihnachtsfreude bei Philips Radio
- Musikkapelle Philips Radio
- 634 Super Inductance
- Philips 525
- Weltkarte mit Senderstationen und Frequenzen für Philips Radio in Holland[14]

- 2. Kreis-Kunstausstellung Döbeln (1948; ein Exemplar im Deutschen Historischen Museum)
- 3. Kreis-Kunstausstellung Döbeln (1949; ein Exemplar im Deutschen Historischen Museum)